# Lee Ho-jung
Lee Ho-jung (Hangul: 이호정, Hanja: 李浩贞, Hán-Việt: Lý Hạo Trinh; sinh ngày 20 tháng 1 năm 1997) là một nữ diễn viên và người mẫu người Hàn Quốc trực thuộc công ty giải trí YG Entertainment. Cô được biết đến qua các vai diễn trong các phim truyền hình như Người tình ánh trăng, Dẫu biết, Về cô ấy và Tình yêu quyền thế. Cô cũng xuất hiện trong các bộ phim điện ảnh như Con tin: Ngôi sao mất tích, Cảnh sát tập sự và Trận chiến Jangsari: Những anh hùng bị lãng quên.

## Cuộc đời và sự nghiệp

### 1997–2015: Tuổi thơ và khởi đầu sự nghiệp

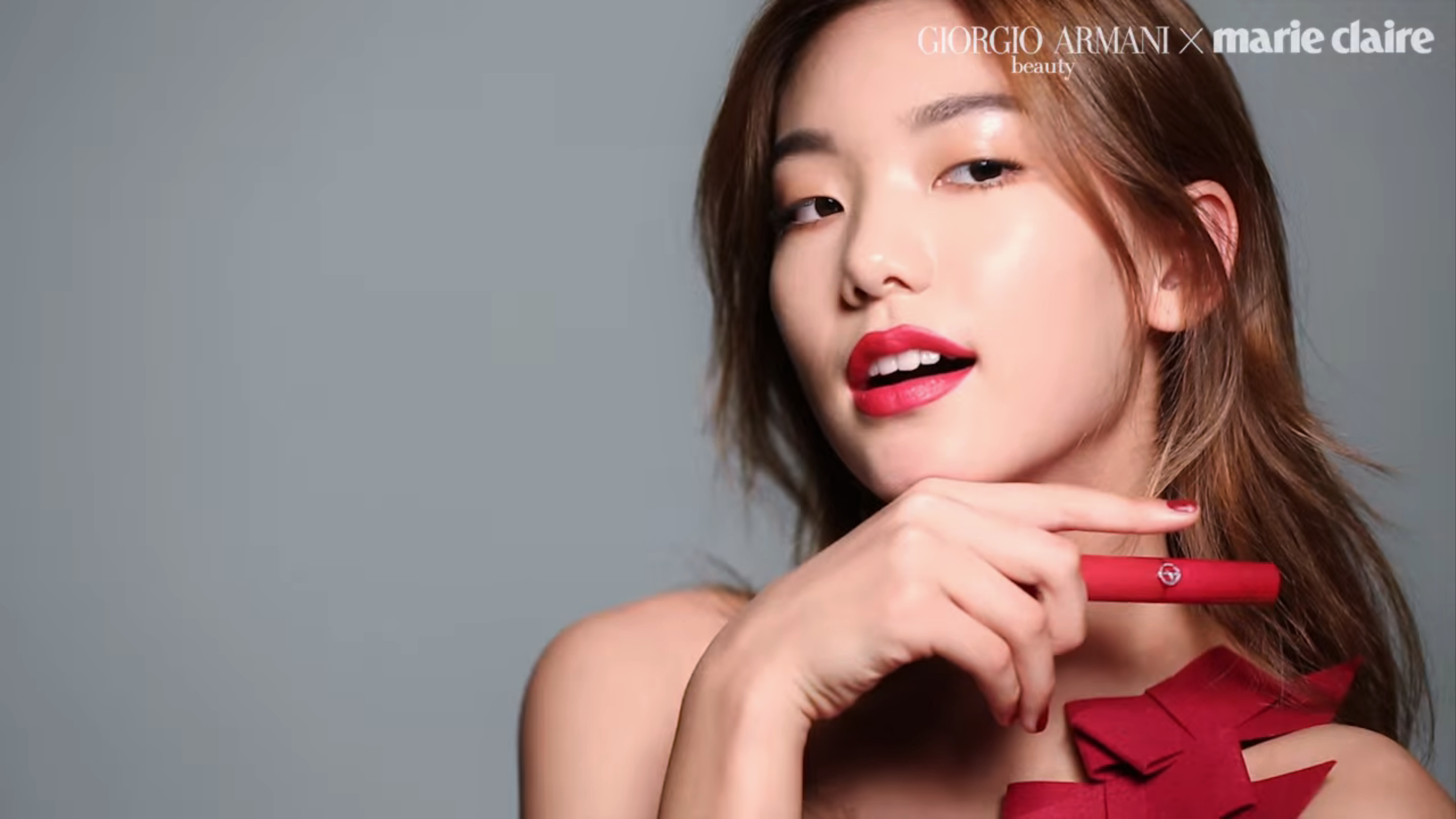
Lee Ho-jung chụp ảnh cho Marie Claire Korea tháng 10 năm 2014

Lee Ho-jung sinh ngày 20 tháng 1 năm 1997 tại Hàn Quốc. Khi còn nhỏ, cô mơ ước được trở thành tiếp viên hàng không. Lớn lên, Lee Ho-jung yêu thích các môn thể thao như bơi lội và thường được biết đến với khả năng thể thao ở trường. Thời gian cấp hai, Lee Ho-jung bị coi là lùn với chiều cao 153 cm. Mặc dù vậy, năm lớp 8 khi xem Korea's Next Top Model, Lee Ho-jung tin rằng một ngày nào đó cô có thể trở thành người mẫu thời trang, với lý do cô có thể tạo dáng và thể hiện tốt các thiết kế của sản phẩm mặc dù chiều cao của cô không phù hợp với yêu cầu cho một người mẫu sàn diễn có chiều cao trung bình 176 cm. Năm lớp 9, cô đối mặt với sự phát triển vượt bậc và tăng 15 cm, cuối cùng cô cao 170 cm khi lên trung học. Sự thay đổi đã khiến bạn bè của cô gợi ý cô theo nghề người mẫu, điều mà Lee Ho-jung đã nghĩ đến. Quyết tâm của Lee Ho-jung càng được củng cố khi cô thấy người mẫu kỳ cựu Jang Yoon-ju xuất hiện trên Thử thách cực đại và Jin Jung-sun trong mùa hai của Korea's Next Top Model người đã chiến thắng cuộc thi khi vẫn còn là một thiếu niên. Lee Ho-jung sau đó bắt đầu tìm hiểu thêm về nghề người mẫu thông qua nhiều tạp chí. Sau khi xác nhận một người ở độ tuổi của cô có thể trở thành người mẫu, cô đã đăng ký vào một học viện người mẫu liên kết với ESteem Models vào mùa hè năm 2011 và bắt đầu khóa đào tạo của mình.
Lee Ho-jung năm 15 tuổi ra mắt trong ngành công nghiệp người mẫu với ESteem Models thông qua một bộ ảnh tạp chí của Ceci. Cơ hội nảy sinh khi một biên tập tạp chí thời trang giới thiệu cô với một nữ người mẫu kỳ cựu để chụp ảnh cho tạp chí này. Hong Jang-hyun, một nhiếp ảnh gia nổi tiếng đã hoài nghi về việc tuyển chọn người mẫu trẻ vô danh cho đến khi cô bắt đầu chụp ảnh. Kể từ đó, cô đã bước đi trên sàn catwalk của các nhà thiết kế bao gồm cả Beyond Closet của Ko Tae-yong và The Studio K của Hong Hye-jin tại Tuần lễ thời trang Seoul. Tháng 5 năm 2015, Lee Ho-jung ký hợp đồng với YG KPlus.

### 2016–nay: Diễn xuất và sự nổi tiếng ngày càng gia tăng
Kể từ khi ra mắt, Lee Ho-jung đã nhận được nhiều lời mời xuất hiện với tư cách là một nữ diễn viên. Yêu nghề người mẫu, cô từ chối tham gia các lớp học diễn xuất được công ty gợi ý vì không thích tập luyện và thường xuyên trốn học. Tuy nhiên, sau ba đến bốn năm trong nghề, Lee Ho-jung bắt đầu cảm thấy có chút mệt mỏi với những công việc cứ lặp đi lặp lại. Sau khi xem bộ phim Magic in the Moonlight của đạo diễn Woody Allen, suy nghĩ của Lee Ho-jung thay đổi mạnh mẽ và muốn sống như một nhân vật trong phim. Kết quả là, cô đã có hứng thú với diễn xuất.

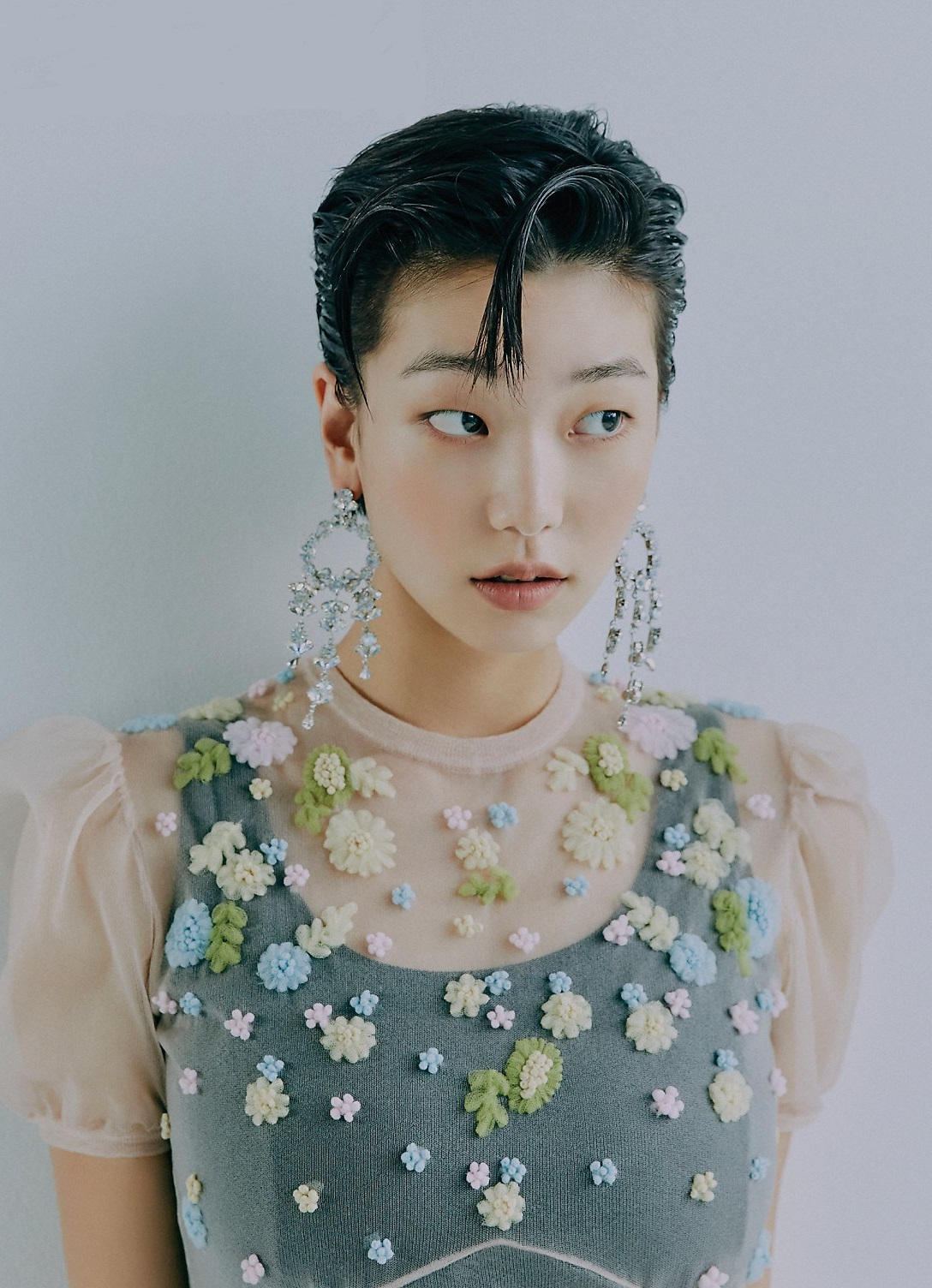
Lee Ho-jung, Marie Claire Korea tháng 9 năm 2019

## Đời tư
Lee Ho-jung hoàn thành chương trình học của mình tại Trường Nghệ thuật Hanlim chuyên ngành Người mẫu Thời trang vào năm 2013.

## Nghệ thuật

### Thời trang
Sự thích thú của cô đối với thời trang thường trở thành sở thích sửa lại những bộ quần áo mà cô có theo phong cách và sở thích của riêng mình. Sau đó, cô sẽ bán chúng ở các cửa hàng quần áo cũ và sử dụng số tiền đó để mua quần áo mới.

### Ảnh hưởng
Lee Ho-jung cho rằng Kate Moss là hình mẫu lý tưởng trong số những người mẫu nước ngoài bởi vì họ có cùng chiều cao mà cô cho là "lùn" trong giới người mẫu. Trong lĩnh vực diễn xuất, Lee Ho-jung coi nữ diễn viên kỳ cựu Chun Woo-hee là hình mẫu lý tưởng.

## Danh sách phim

### Phim điện ảnh
| Năm  | Tựa đề                                           | Vai            | Ghi chú | Ng.           |
| ---- | ------------------------------------------------ | -------------- | ------- | ------------- |
| 2017 | Cảnh sát tập sự                                  | Lee Yoon-jung  | Vai phụ | [ 15 ]        |
| 2019 | Trận chiến Jangsari: Những anh hùng bị lãng quên | Moon Jong-nyeo | Vai phụ | [ 16 ]        |
| 2020 | Unalterable                                      | Shin Mi-young  | Vai phụ | [ 17 ]        |
| 2021 | Con tin: Ngôi sao mất tích                       | Saet-byeol     | Vai phụ | [ 18 ] [ 19 ] |

### Phim truyền hình
| Năm  | Tựa đề               | Kênh | Vai                  | Ghi chú           | Ng.    |
| ---- | -------------------- | ---- | -------------------- | ----------------- | ------ |
| 2016 | Người tình ánh trăng | SBS  | Ae-ra                | Khách mời (tập 1) | [ 20 ] |
| 2016 | Tình yêu quyền thế   | MBC  | Son Ma-ri            | Vai phụ           | [ 21 ] |
| 2018 | Về cô ấy             | SBS  | Lee Hyun-soo         | Vai phụ           | [ 22 ] |
| 2021 | Dẫu biết             | JTBC | Yoon-sol             | Vai phụ           | [ 23 ] |
| 2022 | Người tình của Jinx  | KBS2 | Jo Jang-kyung        | Vai phụ           | [ 24 ] |
| 2025 | Kiện tướng           | JTBC | Kim Yeon-ha / Ma Quỷ | Vai phụ           | [ 25 ] |

### Phim chiếu mạng
| Năm  | Tựa đề              | Vai          | Ghi chú   | Ng.           |
| ---- | ------------------- | ------------ | --------- | ------------- |
| 2018 | Flower Ever After   | Han So-young | Vai chính | [ 26 ] [ 27 ] |
| 2023 | Moving              | Yang Se-eun  | Cameo     | [ 28 ] [ 29 ] |
| 2023 | Song of the Bandits | Eon Nyeon-i  |           | [ 30 ]        |

### Video âm nhạc
| Năm  | Tựa đề                                              | Ca sĩ                           | Thời lượng | Ng.    |
| ---- | --------------------------------------------------- | ------------------------------- | ---------- | ------ |
| 2012 | Sorry I'm Sorry                                     | Kim Hyung-jun                   | 4:23       | [ 31 ] |
| 2012 | Baby Good Night (おやすみ Good Night) (JPN version) | B1A4                            | 3:50       | [ 31 ] |
| 2013 | You Don't Know Love (촌스럽게 왜 이래)              | K.Will                          | 4:28       | [ 32 ] |
| 2013 | Let's Talk About You (너부터 잘 해)                 | M.I.B (feat. Bomi of Apink)     | 3:54       |        |
| 2014 | Backhug (뒤에서 안아줘)                             | Lyn                             | 2:03       | [ 33 ] |
| 2014 | Miss You ... Crying (보고 싶어...운다)              | Lyn                             | 4:40       | [ 33 ] |
| 2014 | Missing (쉽지않아)                                  | Teen Top                        | 4:05       | [ 34 ] |
| 2015 | Hey Jude                                            | Shin Ji-soo                     | 3:48       | [ 35 ] |
| 2015 | Let's Not Fall In Love (우리 사랑하지 말아요)       | Big Bang                        | 3:48       | [ 36 ] |
| 2015 | Mayo (마요)                                         | Shin Seung-hun (feat. Beenzino) | 4:12       | [ 37 ] |
| 2016 | I Am You, You Are Me (너는 나 나는 너)              | Zico                            | 3:36       | [ 38 ] |
| 2016 | I Don't Love You (널 사랑하지 않아)                 | Urban Zakapa                    | 4:16       | [ 39 ] |

## Giải thưởng và đề cử
| Giải thưởng                    | Năm  | Hạng mục                                   | Tác phẩm đề cử/Người nhận | Kết quả   | Ng.    |
| ------------------------------ | ---- | ------------------------------------------ | ------------------------- | --------- | ------ |
| Fashion Photographer's Night   | 2013 | Giải tân binh của năm                      | Lee Ho-jung               | Đoạt giải | [ 40 ] |
| Korea Best Dressed Swan Awards | 2015 | Nữ Người Mẫu                               | Lee Ho-jung               | Đoạt giải | [ 41 ] |
| Talent Award                   | 2021 | Cuộc thi tuyển chọn người mẫu Miz Hàn Quốc | Lee Ho-jung               | Đoạt giải | [ 42 ] |